# Aichi S1A
Aichi S1A «Denko» (яп. 電光, Морський експериментальний нічний винищувач «Денко» («Блискавка»)) — проєкт нічного винищувача Імперського флоту Японії періоду Другої світової війни.

## Історія створення
До 1943 року створення нічних винищувачів вважалось в Японії непотрібним. Тільки з початком нічних нальотів на Японію B-29 з Маріанських островів Імперський флот Японії видав фірмі Aichi замовлення «18-Shi» на розробку нічного винищувача, оснащеного радаром. Літак мав розвивати швидкість 675 км/г на висоті 9 000 м, набирати висоту 6 000 м за 8 хв та мати тривалість польоту 5 годин.
Відповідно до замовлення фірма Aichi спроєктувала двомоторний суцільнометалевий літак, у якого тільки поверхні управління були обтягнуті тканиною. Пілот та стрілець розміщувались в окремих кабінах. 
Літак був озброєний двома 30-мм гарматами «Тип 5» та двома 20-мм гарматами «Тип 99 Модель 1», розміщеними в носовій частині літака для стрільби вперед, а також двома 20-мм гарматами «Тип 99 Модель 2», розміщеними в дистанційно керованій верхній башті. Ці гармати призначались не для оборони, а для знищення ворожих бомбардувальників, що летять на великих висотах. Окрім гармат в носі літака також розміщувався радар. Крім того, літак міг нести дві бомби загальною масою до 250 кг або чотири фосфорні 60-кг бомби.
Літак оснащувався двома двигунами Nakajima NK9К-S Homare-22 потужністю 2 000 к.с. кожен, які обертали гвинти постійного кроку. Спочатку максимальна швидкість оцінювалась у 620 км/г, але у міру зростання маси літака ця цифра зменшилась до 580 км/г. Планувалось, що з двигунами Nakajima NK9К-L Homare-24 та турбокомпресором швидкість зросте до 670 км/г. Елерони літака могли відхилятися вниз і діяти як додаткові закрилки при посадці, а наявне аеродинамічне гальмо мало використовуватися на фінальному етапі перехоплення бомбардувальника для зрівнювання швидкості.
До кінця в процесі будівництва були два дослідні взірці, проте жоден з них завершений не був. Перший літак був готовий на 90%, другий на 70 %, коли вони були зруйновані внаслідок нальоту американських бомбардувальників.

## Тактико-технічні характеристики

### Технічні характеристики
- Екіпаж: 2 чоловік
- Довжина: 15,10 м
- Висота: 4,61 м
- Розмах крила: 17,50 м
- Площа крила: 47,00 м²
- Маса пустого: 7 320 кг
- Маса спорядженого: 10 180 кг
- Максимальна маса зльоту: 11 510 кг
- Навантаження на крило: 126.6 кг/м²
- Двигун: 2 х Nakajima NK9К-S Homare-22
- Потужність: 2 x 2000 к. с.
- Питома потужність: 2.5 кг/к.с.

### Льотні характеристики
- Максимальна швидкість: 580 км/г
- Крейсерська швидкість: 440 км/г
- Практична дальність: 1 700 км
- Перегоночна дальність: 2 500 км
- Практична стеля: 12 000 м
- Швидкість підйому: на 9 000 м за 14 хв. 45 с.

### Озброєння
- Гарматне:
  - 2 x 30-мм гармати «Тип 5»
  - 2 x 20-мм гармати «Тип 99 Модель 1» (для стрільби вперед)
  - 2 x 20-мм гармати «Тип 99 Модель 2» (для стрільби назад)
- Бомбове: до 250 кг бомб